# Checkmate!
『Checkmate!』（チェックメイト）は、日本の女性歌手・安室奈美恵のベストコラボレーションアルバム。CD+DVD、CDは2011年4月27日に発売。PLAYBUTTONは2012年6月27日に発売。

## 解説
2003年から2011年まで安室奈美恵がゲスト参加したコラボレーション楽曲を安室奈美恵名義で初めてコンパイル。新たにAI & 土屋アンナ、AFTERSCHOOL、川畑要（CHEMISTRY）、山下智久の4組のスペシャルコラボレーション楽曲を加えた全14曲（シークレット・トラック含む）が収録されている。
CD+DVD、CDともに初回限定のみデジパック仕様。
14曲目に「WANT ME, WANT ME」がシークレット・トラックとして収録されている。本作ではVERBAL（m-flo）とのコラボレーション楽曲となっており、2005年に29thシングルとして発売されたものとは異なる。m-floがパーソナリティーを務めるTOKYO FMのラジオ番組「Global Astro Radio」（「MOTHER MUSIC RECORDS」内、毎週火曜日23:00 - 23:55、2004年4月 - 2005年10月）でオンエアされたことがある。
DVDにはMusic Video全7曲を収録。
「BLACK OUT feat. Lil Wayne & Namie Amuro」はミュージック・ビデオが制作されている が、本作のDVDには収録されておらず、本作発売後も未だに公開されていない。
同年6月27日にPLAYBUTTONが限定生産盤として発売された。
同年9月16日にデビュー20周年を記念して、CDが期間限定スペシャルプライス盤として再発売された。

## リリースマーケティング、プロモーション
当初は2011年3月23日発売予定だったが、東日本大震災の影響で4月27日に延期された。本作の内容に変更はなく、パッケージに記載されている発売日も3月23日のままである。
本作の発売前に「Wonder Woman」、「make it happen」の着うたフルがレコチョクで先行配信された。
2011年6月25日に幕張メッセで開催されたMTVジャパン主催の東日本大震災復興支援イベント『MTV VIDEO MUSIC AID JAPAN』にてプレゼンターとして出演したAI、土屋アンナとともにライブ・パフォーマンスで「Wonder Woman」を披露した。

## チャート成績
2012年6月23日に行われた『MTV VIDEO MUSIC AWARDS JAPAN 2012』で「make it happen」が「最優秀コラボレーションビデオ賞（Best Collaboration Video）」を受賞。「最優秀女性アーティストビデオ賞（Best Female Video）」を受賞した「Love Story」とともに2冠を達成した。

## 評論
| 専門評論家によるレビュー | 専門評論家によるレビュー |
| レビュー・スコア         | レビュー・スコア         |
| 出典                     | 評価                     |
| ------------------------ | ------------------------ |
| リッスンジャパン         | 肯定                     |
| WHAT's IN?               | 肯定                     |

『リッスンジャパン』の森杜男は安室が他アーティストとの間に生み出すケミストリーを堪能できる快作品であると批評し、「その華麗な才能と魅惑的な迫力に、改めて脱帽だ」とコメントした。
『WHAT's IN?』の渡辺淳は、「自身を見失うことなく、最先端にチャレンジする。そのクールな美しさと、アーティスト・パワーが鮮烈に伝わる。」と批評した。

## 収録曲

### CD・PLAYBUTTON
1. Wonder Woman / 安室奈美恵 feat. AI & 土屋アンナ
作詞： TIGER
作曲：Marek Pompetzki, Paul NZA, Chantal Kreviazuk, Tanya Lacey
編曲：(ノークレジット)
新曲
日本コカ・コーラ「コカ・コーラ ゼロ」TVCMソング
2. UNUSUAL / 安室奈美恵 feat.山下智久
作詞・作曲・編曲：Nao'ymt
新曲
3. make it happen / 安室奈美恵 feat. AFTERSCHOOL
作詞：DOUBLE, Jorgen Elofsson, Erik Lidbom, Bonnie McKee
作曲：Jorgen Elofsson, Erik Lidbom, Bonnie McKee
編曲：(ノークレジット)
新曲
シャープ「au IS05」CMソング
レコチョク CMソング
4. ROCK U feat. 安室奈美恵  / ravex
作詞：VERBAL
作曲：ravex
編曲：(ノークレジット)
スクウェア・エニックス「Call of Duty: Black Ops」TVCMソング
5. Do What U Gotta Do feat. AI, 安室奈美恵 & Mummy-D / ZEEBRA
作詞：ZEEBRA, AI, Mummy-D
作曲：ZEEBRA, AI
編曲：ZEEBRA
6. Wet'N Wild feat. SUITE CHIC / Heartsdales
作詞：Heartsdales
作曲・編曲：今井大介
7. Do or Die feat. 安室奈美恵 / JHETT
作詞：MICHICO
作曲：JHETT, MICHICO
編曲：JHETT
8. FAKE feat. 安室奈美恵 / AI
作詞：AI
作曲：George Tashiro
編曲：UTA
9. ♯1 / 安室奈美恵 feat. 川畑要(CHEMISTRY)
作詞：TIGER, Christopher Rojas, Curtis Richardson, Charlie Vox, Amos Winbush
作曲：Christopher Rojas, Curtis Richardson, Charlie Vox, Amos Winbush
編曲：(ノークレジット)
新曲
10. BLACK OUT feat. Lil Wayne & Namie Amuro / VERBAL
作詞：VERBAL, Major Dude
作曲：VERBAL, Minami, Major Dude, Jermaine Dupri
編曲：(ノークレジット)
11. BLACK DIAMOND / DOUBLE & 安室奈美恵
作詞：DOUBLE
作曲：DOUBLE, UTA, 今井了介
編曲：(ノークレジット)
12. Luvotomy / m-flo ♡ 安室奈美恵
作詞・作曲：m-flo, 日之内エミ
編曲：m-flo
13. AFTER PARTY feat. 安室奈美恵 / ZEEBRA
作詞：ZEEBRA
作曲：FIRSTKLAS
編曲：(ノークレジット)

Secret Track

14. WANT ME, WANT ME / 安室奈美恵 feat. VERBAL

作詞：MICHICO, VERBAL
作曲：MICHICO, SUGI-V
編曲：SUGI-V

29thシングルのVERBAL (m-flo)とフィーチャリングした特別バージョン
シークレットトラック扱いのため、曲目や歌詞は掲載されていない。
- 初出年

- #6,13 = 2003年
- #7,14 = 2005年
- #5 = 2006年
- #12 = 2007年
- #11 = 2008年
- #4 = 2009年
- #8 = 2010年
- #1 〜 3,9,10 = 2011年

### DVD
1. Wonder Woman / 安室奈美恵 feat. AI & 土屋アンナ
監督：須永秀明
2. UNUSUAL / 安室奈美恵 feat. 山下智久
監督：久保茂昭
振付：SHUN
3. make it happen / 安室奈美恵 feat. AFTERSCHOOL
監督：久保茂昭
振付：SHUN
4. ♯1 / 安室奈美恵 feat. 川畑要(CHEMISTRY)
監督：川村ケンスケ
5. FAKE feat. 安室奈美恵 / AI
監督：UGICHIN
振付：Shawnette Heard
6. BLACK DIAMOND / DOUBLE & 安室奈美恵
監督：久保茂昭
振付：Jonte & Ramon
7. Do What U Gotta Do feat. AI, 安室奈美恵 & Mummy-D / ZEEBRA
監督：薗田賢次

## 発売形態
| 形態       | 発売日        | 品番         | ジャケット  | 備考                           |
| ---------- | ------------- | ------------ | ----------- | ------------------------------ |
| CD+DVD     | 2011年4月27日 | AVCD-38276/B | ジャケットA | 初回限定盤のみデジパック仕様。 |
| CD         | 2011年4月27日 | AVCD-38277   | ジャケットB | 初回限定盤のみデジパック仕様。 |
| CD         | 2012年9月16日 | AVCD-38612   | ジャケットB | 期間限定スペシャルプライス盤。 |
| PLAYBUTTON | 2012年6月27日 | AQZD-50742   | ジャケットA | 限定生産盤。                   |

## 発売日一覧
| 地域 | 情報          | 規格                               | レーベル             |
| ---- | ------------- | ---------------------------------- | -------------------- |
| 日本 | 2011年4月27日 | CD+DVD、CD、デジタル・ダウンロード | avex trax            |
| 台湾 | 2011年4月29日 | CD+DVD                             | avex taiwan          |
| 韓国 | 2011年5月4日  | CD+DVD                             | SMエンタテインメント |
| 香港 | 2011年5月6日  | CD+DVD、CD                         | avex asia            |
| 日本 | 2011年5月14日 | レンタルCD                         | avex trax            |
| 日本 | 2012年6月27日 | PLAYBUTTON                         | avex trax            |
| 日本 | 2012年9月16日 | CD                                 | avex trax            |